# 마다가스카르 전투
마다가스카르 전투는 제2차 세계 대전 기간 비시 프랑스가 통치하고 있던 마다가스카르에서 일어난 대영제국과 비시 프랑스 간의 전투이다. 이 전투는 1942년 5월 섬 북쪽 끝 안치라나나 항구를 장악하는 철갑 작전(Operation Ironclad)으로 시작했다. 이후 9월 10일에는 섬 전체를 장악하기 위한 스트림라인 제인 작전(Operation Streamline Jane)을 시작했다. 이 전투는 11월 6일 정전 협정을 맺으면서 끝나게 되었다.

## 배경

### 지리학적 배경
안치라나나(구 디아고수아레즈)는 마다가스카르 섬 북단 근처 끝에 위치한 최첨단 항구가 있는 넓은 만 지역이다. 안치라나나 해군기지는 안치라나나 만 안에 있는 4개 만 중 2개 만 사이에 있는 반도 지역에 위치해 있다. 안치라나나 만은 마다가스카르 북쪽 끝에서 섬 안쪽으로 크게 파고 들어가 있는 모양으로 섬 북쪽 끝을 거의 가르는 모양새다. 1880년대 말 이 만 지역을 탐낸 프랑스는 만에서 더 동쪽에 위치한 프랑스령 지역으로 이동하기 위한 증기선의 석탄 공급기지 지역이라고 주장했다. 1차 프랑스-호바 전쟁 이후 1885년 12월 17일 라나발로나 3세가 만과 주변 지역을 프랑스 보호령으로 넘기는 협정을 체결하면서 안치라나나 지역은 프랑스 식민지가 되었다. 1897년에는 식민지 행정을 프랑스령 마다가스카르가 담당하게 되었다.
1941년 안치라나나 만과 해협 지역은 해군의 해안포로 방비가 되어있었다.

### 추축국의 상황
일본 제국이 1942년 2월 말 들어 동남아시아의 동쪽에 있는 버마를 점령하면서 일본 제국 해군 소속 잠수함은 인도양 동부와 북부로 작전지역을 넓혔다. 1942년 3월에는 일본 해군 항공모함들이 실론 해전을 벌여 실론 섬의 콜롬보, 트링코말리 해군기지와 벵골 만의 선박을 공격했다. 이 기습은 영국 동양함대가 쫓겨나 동아프리카의 케냐 몸바사 근처 킬린디니 항구로 근거지를 옮겨야 했다.
이 근거지 이동으로 영국 함대는 더욱 취약해졌다. 이렇게 되면서 일본 해군이 앞으로 마다가스카르 섬을 해군기지로 사용할 경우의 문제가 대두되었다. 만약 일본군이 마다가스카르를 근거지로 사용하게 된다면 연합국의 보급로, 특히 8 군과 동부함대가 사용하는 주요 보급로가 위협받을 수 있었다.
일본군 잠수함은 당시 추축국 중 가장 긴 작전반경인 대략 16,000 km 정도를 가지고 있었다. 만약 일본 제국 해군의 잠수함이 마다가스카르를 기지로 삼을 경우 태평양-오스트레일리아-중동, 이후 멀리 남대서양을 잇는 연합군의 통신선도 위협받을 수 있었다.
1941년 12월 21일, 독일 해전지휘부의 참모장 쿠르트 프리케 제독은 베를린에서 일본 해군 아타셰 노무라 나오쿠니를 만나 독일 전쟁해군과 일본 제국 해군 사이 작전영역경계 설정에 대한 회의를 가졌다. 1942년 3월 27일 가진 또 다른 회담에서는 프리케가 추축국에게 인도양의 중요성의 강조하면서 일본군이 인도양 북부 항로에 대한 작전을 시작해주기를 요청했다. 또한, 프리케는 실론 섬을 강조하면서 추축국 해군에게 오스트레일리아보다는 세이셸과 마다가스카르가 더 중요하다고 말했다. 4월 8일 일본은 프리케에게 아덴만에서 케이프 사이 서인도양에서의 작전으로 잠수함 4~5척, 보조순양함 2척을 투입했다고 말했으나 마다가스카르 및 실론 섬에 대한 작전 공개는 거부했으며 이 지역에 작전을 실행하겠다고만 말했다.

### 연합국의 상황
연합국은 일본의 인도양 진출 작전에 대하여 접한 이후 1941년 11월 27일 영국군 참모본부는 비시 프랑스가 마다가스카르 전체를 일본군에게 양도하거나 일본 해군이 마다가스카르의 해군 기지를 사용할 수 있게 해줄 수 있는 가능성에 대해서 논의하였다. 영국 해군 고문은 예방조치로 섬 점령 작전을 실시하자고 제안했다. 12월 16일, 런던에 있던 자유 프랑스의 대통령 샤를 드 골은 영국의 총리 윈스턴 처칠에게 편지를 보내 자유 프랑스의 마다가스카르 해방 작전에 대해 지원을 촉구하는 편지를 보냈다. 처칠은 일본군이 마다가스카르를 장악할 경우 인도양 항로, 특히 인도와 실론 섬으로 향하는 중요한 항로가 위협받을 수 있었고 디아고수아레즈 항을 통해 일본군이 인도양에서 전략적으로 우위를 차지할 수 있다는 우려를 나타냈다. 하지만 처칠은 영국은 이 작전 수행에 충분한 자원을 가지고 있지 않았고, 1940년 9월의 다카르 전투라는 선례에 따라 섬을 확보하기 위하여 영국군과 자유 프랑스군이 합동으로 작전을 시작하기는 어렵다는 점을 분명히 했다.
1942년 3월 12일, 처칠은 이 작전의 중요성을 확신했고 마다가스카르 섬 침공 계획을 본격적으로 준비했다. 또한, 자유 프랑스군은 이 작전에 제외됨을 확실하게 밝혔다. 처칠은 예비 전투 개요를 짜면서 다음과 같은 지침을 준비하고 이 준비 작전을 보너스 작전이라고 칭했다.
- 서지중해를 지키는 H 군은 지브롤터에서 남쪽으로 이동하여 미군 테스크포스와 교대해야 한다.
- 마운트배튼이 이끄는 4천명의 병사와 함선을 작전에 투입하며, 작전의 주공으로 투입해야 한다.
- 작전은 1942년 4월 30일 경 시작한다.
- 작전이 성공할 경우, 마운트배튼이 이끄는 특공대는 가능한 한 주둔군 부대와 교대해야 한다.[11]

3월 14일, 해병대 소장 로버트 스투저스와 해군 소장 에드워드 네빌 시프레트이 이끄는 "121 군"이 창설되어 H 군의 지휘를 받게 되었고 작전지역으로 이동하기 시작했다.

### 연합군의 준비
121 군은 3월 23일 스코틀랜드의 클라이드를 벗어나 시에라리온의 프리타운에서 남아프리카 태생 제독 시프레트의 함대와 합류하여 남아프리카 동해안의 더반에서 2개 호송대가 한대 모였다. 여기에서 5 사단 13 여단에 스투저스 장군의 3개 보병 여단, 시프레트 제독의 기함이자 전함인 HMS 래밀리스 (07), 항공모함 HMS 일러스트리어스 (87)와 HMS 인더미테이블 (92), 순양함 HMS 헤르미오네 (74)와 HMS 데번셔 (39), 구축함 11척, 소해정 6척, 코르벳 및 보조함 6척이 모였다. 디아고수아레즈를 방어하는 병력은 대부분 말라가시인인 8천명으로 꽤 강력했지만, 참모본부 측에서는 어떠한 전투도 없이 작전이 성공할 것이라고 확신했다.
이 작전은 27년 전 최악의 상륙전이었던 갈리폴리 상륙작전 이후 최초의 수륙양용 공격작전이었다.
더반에서 병력들이 모이는 동안, 육군 원수 얀 스뮈츠는 디아고수아레즈는 계속된 일본군의 공격에 방위를 보장할 수 없으며, 마중가와 타마타브 항구도 장악해야 하다고 주장했다. 이 주장을 참모본부가 평가했으나 인력 부족으로 작전 목표는 계속 디아고수아레즈로 한정하기로 했다. 처칠은 마다가스카르 섬을 확보하는 영구적인 방법은 강력한 함대 파견, 실론에서의 적절한 항공 지원, 초기 목표를 달성한 그 즉시 인도 사령부의 아치볼트 웨이벌 장군에게 작전권을 넘겨 마다가스카르 보호의 모든 책임을 웨이벌이 지게 해야 한다고 강조했다. 또한, 처칠은 여기에 덧붙여 특공대가 철수한 후 2개 아프리카인 여단, 벨기에령 콩고 또는 아프리카 서해안의 1개 여단이 마다가스카르 방어군으로 파견될 것이라고 말했다.
3월에서 4월 사이 남아프리카 연방 공군(SAAF)는 디아고수아레즈 정찰비행을 시작했으며, 32, 36, 37 해안편대를 해안순찰작전에서 제외시키고 탕가니카의 인도양 해안에 위치한 린디로 파견하여 브리스톨 보퍼트 11기, 마틴 메릴랜드 6기를 작전 중 이루어질 근접항공지원에 지원하기로 하였다.

## 전투 과정

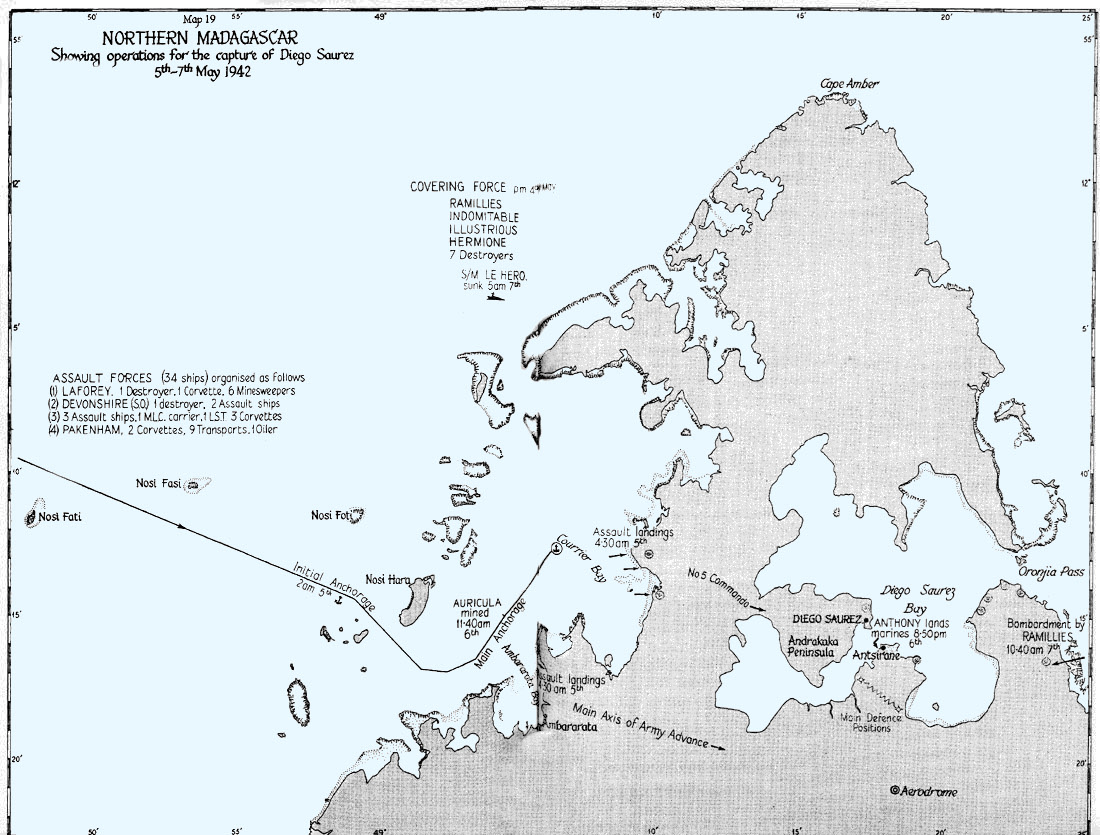
철갑 작전 당시 디에고수아레즈의 전투 지도.

연합국 지휘관은 마다가스카르 섬에 수륙 양용 공격을 시작하기로 결정했다. 121 군은 "철갑 작전"이라는 작전명의 항구 점령 작전을 시작했다. 이 작전은 연합국 육해공군이 전부 다 참여한 작전으로 영국 왕립 해병대의 로버트 스투저스가 최고 사령관으로 지휘를 맡았다. 영국 육군은 이 작전에서 제29 보병 여단, 제5 코만도, 제5 보병사단 2개 여단이 상륙전으로 참가했으며, 나중에 인도에서 온 나머지 제5 보병사단의 모든 여단이 상륙한다. 연합국 해군은 H 군, 본국 함대, 동양 함대에서 끌어온 50개 함선으로 이루어져 있었으며 에드워드 네빌 시프레트가 지휘관이었다. 이 함대에는 항공모함 일러스트리어스와 자매함 인더미테이블, 오래된 전함 래밀리스 등이 상륙 지원을 돕기로 하였다.

### 상륙 작전: 철갑 작전

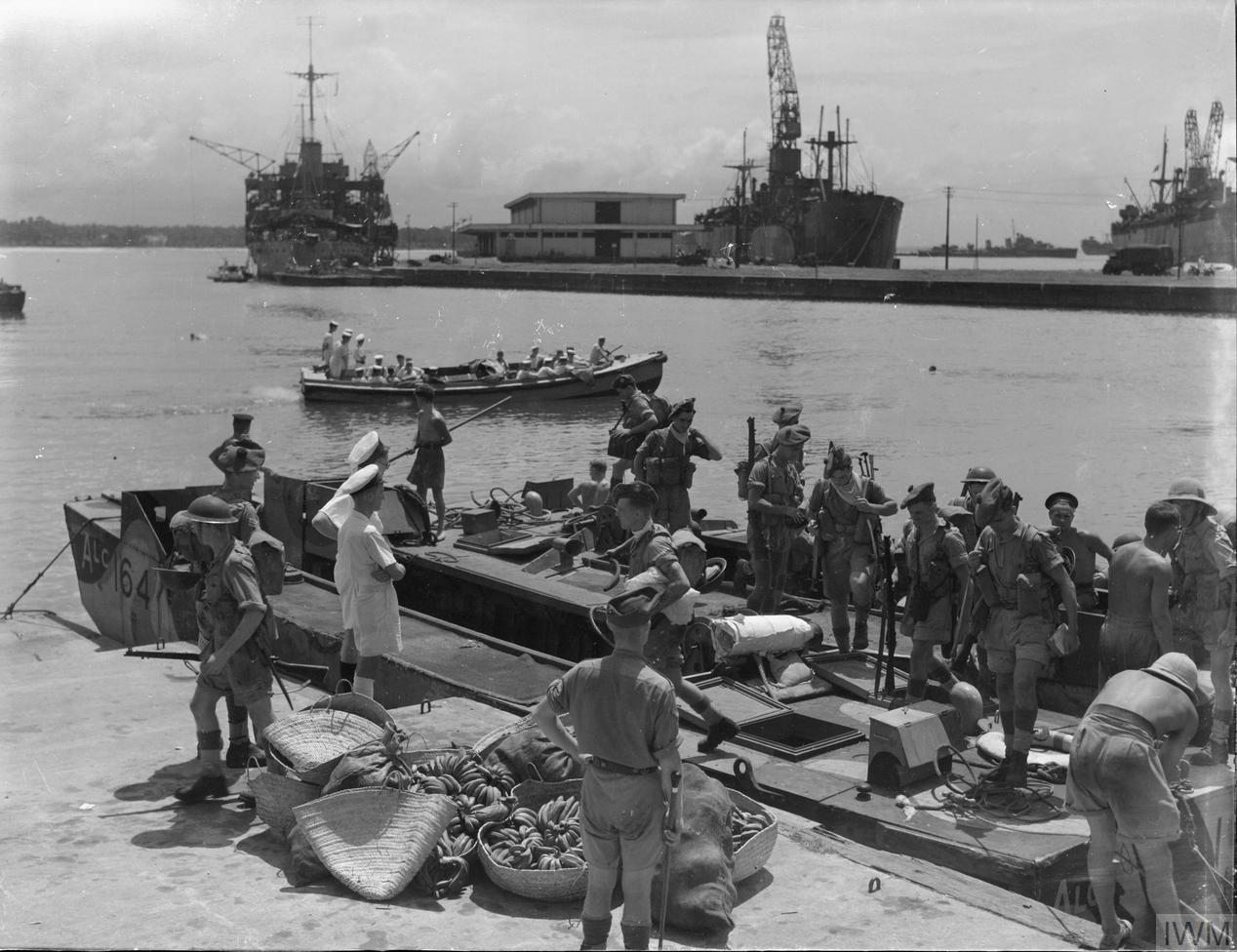
1942년 9월 19일, 상륙돌격주정에서 타마타브 항구로 상륙하는 연합국 병사.

남아프리카 연방 공군(SAAF)가 수많은 정찰 비행을 한 이후, 1942년 5월 5일 영국 제29 보병 여단과 제5 코만도가 상륙돌격주정으로 처음으로 상륙작전을 펼쳤다. 이후 제5 보병사단의 2개 여단과 영국 해병대가 잇다라 상륙을 시작했다. 마다가스카르 북쪽 끝의 디아고수아레즈 항구 바로 서쪽에 있는 암바라라타 만과 커리어 만에 상륙주정이 접근하여 해변에 상륙했다. 동쪽에서의 양동공격도 같이 시작했다. 페어리 알바코어와 페어리 소드피시의 어뢰 폭격으로 비시 프랑스 함선을 공격하며 항공 지원도 같이 진행했다. 여기에 영국 해군항공대의 그러먼 F4F 와일드캣이 엄호하며 지원을 받았다. 또한 남아프리카 연방 공군 소속 전투기 수대도 지원을 해주었다.
마다가스카르의 총독 암만드 레옹 안트가 이끄는 비시 프랑스 방어군은 총 8천명으로 그 중 6천명이 말라가시인 원주민 보병(Tirailleur)이었다. 나머지 2천명 중 대부분은 세네갈인으로 구성되어 있었다. 이 중 1,500명에서 3,000명 가량이 디아고수아레즈를 방어하고 있었다. 하지만 이 병력들이 가진 대공/대해 방어 무기는 변변치 못했다. 가진 무기는 해안포 8문, 무장 상선 순양함 2척, 슬루프 2척, 잠수함 5척, 모레인 솔니에르 M.S.406 전투기 17기, 포테즈 630 폭격기 10기 뿐이었다.
프랑스군은 처음에는 잘 방어했으며 5월 6일 아침까지 연합군의 공세는 중단되었다. 이 교착 상태는 오래된 구축함 HMS 안토니가 디아고수아레즈 항구를 방어하는 병력을 뚫고 직선으로 돌진하면서 비시 프랑스군의 후방에 50명의 병륙을 상륙시키면서 깨지게 되었다. 해병대는 전 병력이 마을을 장악하여 혼란스럽게 만들었고, 비시 프랑스군의 방어선은 곧 붕괴되었다. 5월 7일에는 디아고수아레즈가 항복했으며, 대부분의 비시 프랑스군은 남쪽으로 후퇴하였다.

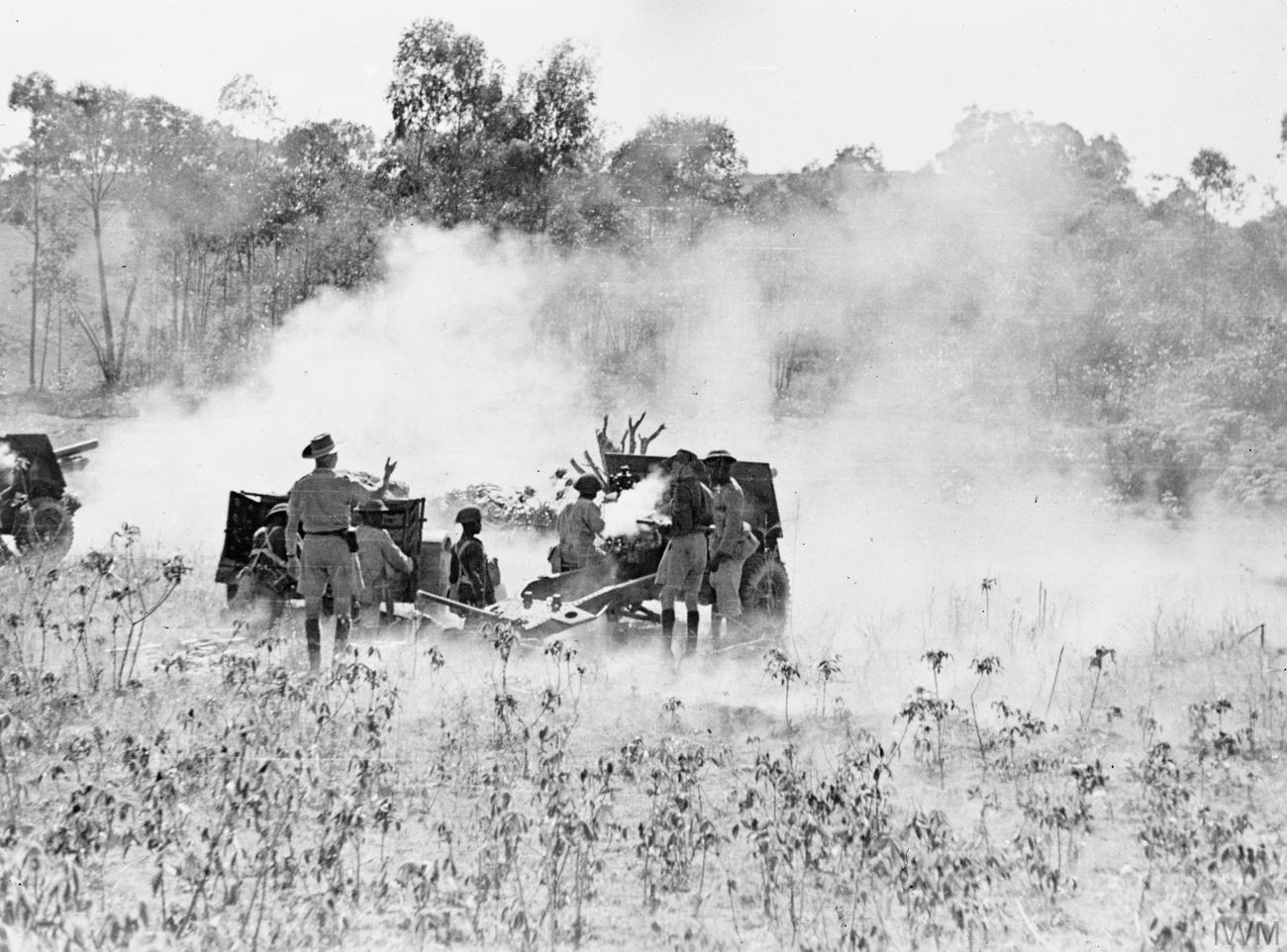
암보시트라 근처의 비시 프랑스군을 향해 발포하는 영국 아프리카인 소총대의 오르딘스 QF 25파운더 포.

일본군 잠수함 I-10, I-16, I-20은 그로부터 3주 후인 5월 29일 도착했다. I-10의 정찰기는 디아고수아레즈 항구에 정박한 HMS 레밀리스를 발견했지만, 정찰기가 들켜버려 HMS 레밀리스는 정박 위치를 옮겼다. I-16과 I-20은 잠항정 2척을 보내 한 척은 항구 내로 잠입하여 어뢰 2개를 발사하고, 이에 대응하여 코르벳 2척이 폭뢰를 투척했다. 잠항정이 발사한 어뢰 중 1개는 HMS 레밀리스에 맞아 심각한 피해를 입혔다. 또 다른 1개 어뢰는 6,993t을 싣던 유조선 브리티시 로얄리티에 맞아 침몰했다. 이후 레밀리스는 더반과 플리머스로 옮겨져 수리받았다.
잠항정 승무원 중 한명인 중위 아키에다 사부로와 병장 타케모토 마사미는 그들이 탄 잠항정 M-20b이 노시 안타리켈리 해변에 표류하여 밖으로 나와 케이프 앰버 근처의 집결지로 향해 섬에 상륙했다. 그들은 아니야베 마을에서 음식을 살 때 정체가 들켜 3일 후 영국 해병대와의 교전으로 사망했다. 이 전투로 해병대원 1명도 사망했다. 2번째로 출발한 잠항정은 바다에서 실종되었고 나중에 승무원 중 한명의 시체가 해변에서 발견되었다.

### 육지 전역: 스트림라인 제인 작전

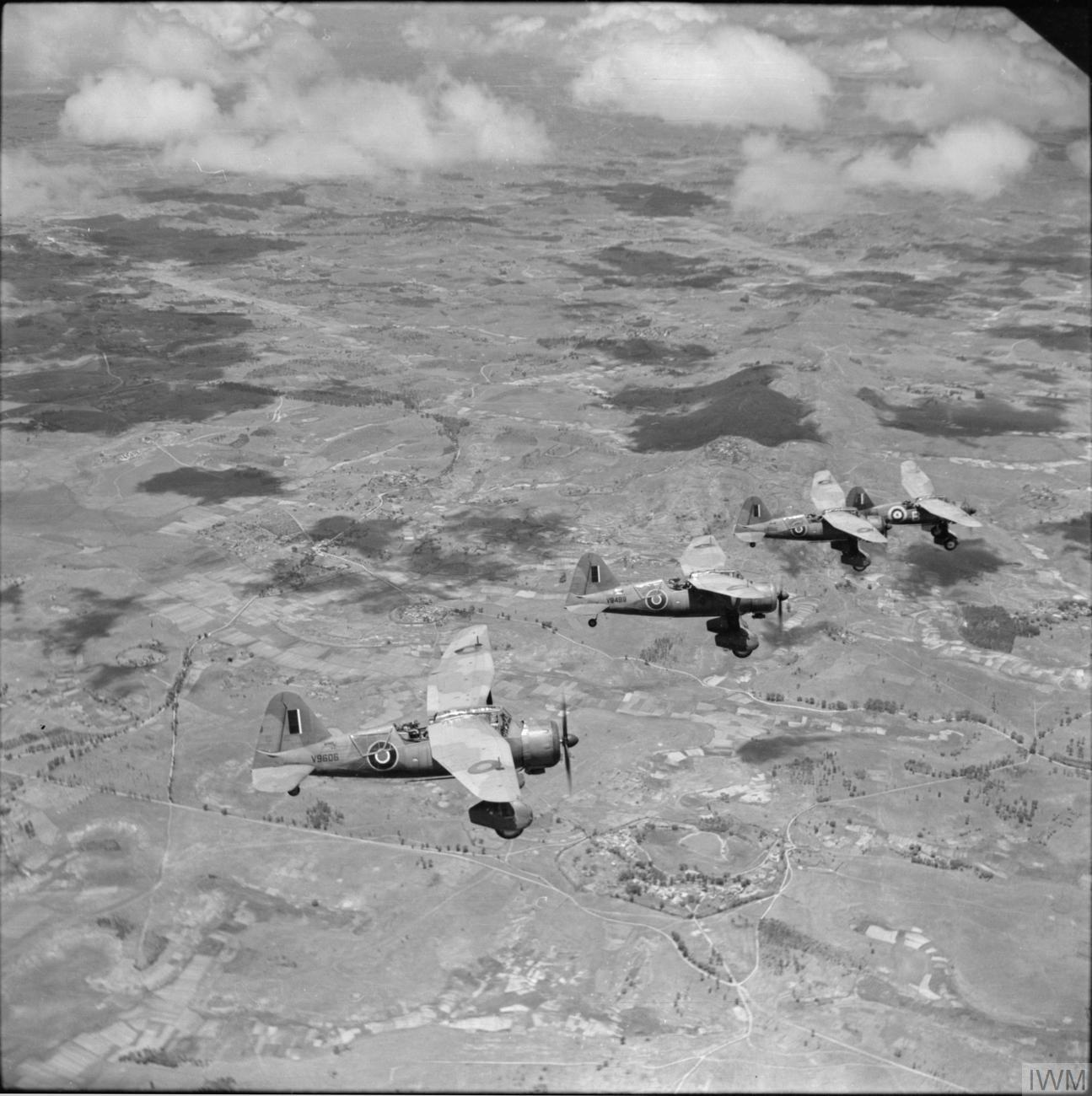
1942년 12월, 작전 종료 이후 마다가스카르 상공을 나는 영국 공군 소속 웨스트랜드 라이산더 4기.

상륙 이후 수개월 동안 내륙에서 저강도 전투가 계속되었다. 5월 19일에는 제5보병사단의 2개 여단이 인도로 옮겨졌다. 6월 8일에 제22 (동아프리카) 여단이 마다가스카르에 도착했고, 6월 24일에는 제7 남아프리카 차량화 여단이 도착했다. 8월 8일에는 북로디지아에서 온 제27 (북로디지아) 보병여단이 상륙했다.
9월 10일에는 제29여단과 제22여단이 마다가스카르 북서쪽의 마하장가에 상륙작전을 펼치면서 우기를 앞두고 연합국의 공세가 재개되었다. 이 공세는 느리게 진행되었다. 비시 프랑스군과 가끔 소규모 전투도 일어났고, 여기에 비시 프랑스군이 주요 도로에 세워 둔 장애물로 인해 공세는 계속 지연되었다. 하지만 결국 연합군은 마다가스카르의 수도인 타나나리브를 점령하고, 대부분의 비시 프랑스군은 암발라바오로 후퇴했다. 10월 18일에는 암발라바오에 전투가 시작되었다. 11월 6일에는 암발라바오의 병력이 휴전 협정에 서명했으며, 1942년 11월 8일 마다가스카르의 총독 안트가 섬 남쪽의 도시 이호시에서 항복하면서 전투가 끝났다.
연합군은 디아고수아레즈에서 500명의 사상자를 낳았으며, 9월 10일 이후 육지 전투에서 30명이 사망하고 90명이 부상을 입었다.

## 여파
전투 이후 마다가스카르의 고등판무관으로 자유 프랑스군의 장군인 파울 레겡틸홈이 부임했다. 다른 식민지들처럼 마다가스카르도 전후 독립을 요구하는 목소리가 커졌다. 1947년 시작된 말라가시 봉기가 전국적으로 확대되면서 1948년에는 유혈 혁명이 일어나고, 대규모 충돌이 발생했다. 12년 후인 1960년 6월 26일에야 말라가시 공화국이 독립하였다.
마다가스카르 전역에 참여한 군인들은 영국 및 영연방의 아프리카 훈장을 받지 못했다. 그 대신 1939-1945 훈장을 수여받았다.

## 전투 참가 병력

### 연합군
| 해군           |                        |                      |                            |                            |                            |              |
| 전함           | HMS 워스피트           | HMS 람미리스         | HMS 람미리스               | HMS 람미리스               | HMS 람미리스               | HMS 람미리스 |
| 항공모함       | HMS 일러스트리어스     | HMS 인더미테이블     | HMS 인더미테이블           | HMS 인더미테이블           | HMS 인더미테이블           |              |
| 순양함         | HMS 헤르미오네         | HMS 데번셔           | HNLMS 제이콥 판 헴스케르크 | HNLMS 제이콥 판 헴스케르크 | HNLMS 제이콥 판 헴스케르크 |              |
| 구축함         | HMS 엑티브             | HMS 앤서니           | HMS 던컨                   | HMS 인컨스던트             | HMS 재블린                 |              |
| 구축함         | HMS 라포르니           | HMS 라이트닝         | HMS 룩아웃                 | HMAS 니잠                  | HMS 노르만                 |              |
| 구축함         | HMS 파켄함             | HMS 팔라딘           | HMS 팬더                   | HMS 팬더                   | HMS 팬더                   |              |
| 코르벳         | HMS 프리시아           | HMS 오리큘러         | HMS 니젤라                 | HMS 프리틀레리             | HMS 저니스터               |              |
| 코르벳         | HMS 시클라멘           | HMS 타임             | HMS 재스민                 | HMS 재스민                 | HMS 재스민                 |              |
| 소해정         | HMS 크로머             | HMS 풀               | HMS 롬니                   | HMS 크로머티               | HMS 크로머티               |              |
| 강습 수송함    | HMS 윈체스터 캐슬      | HMS 로얄 얼스터먼    | HMS 케렌                   | HMS 카라냐                 | MS 소비에스키 (폴란드)     |              |
| 특수함         | HMS 데르원드데일 (LCA) | HMS 바차쿠레오 (LST) | HMS 바차쿠레오 (LST)       | HMS 바차쿠레오 (LST)       | HMS 바차쿠레오 (LST)       |              |
| 군인 수송선    | SS 오론세이            | SS 두체네스 아틸     | SS 프랑코니아              | SS 프랑코니아              | SS 프랑코니아              |              |
| 상선과 MT 함선 | SS 엠파이어 킹스레이   | M/S 탈라사           | SS 머하우트                | SS 홍콩                    | SS 마린뱅크                |              |
| 상선과 MT 함선 | SS 마르탄드 II         |                      |                            |                            |                            |              |

#### 지상군
| 지상군                      |                                                       |                                 |                                  |
| 제29 보병 여단 (독립)       | 1942년 5월 5일 디아고수에즈 근처 상륙                 | 제2 남부 랭커셔 연대            | 제2 동부 랭커셔 연대             |
| 제29 보병 여단 (독립)       | 1942년 5월 5일 디아고수에즈 근처 상륙                 | 영국 제1 왕립 스코틀랜드 경보병 | 영국 제2 왕립 웨일스 경보병      |
| 제29 보병 여단 (독립)       | 1942년 5월 5일 디아고수에즈 근처 상륙                 | 제445 경포병 (왕립 포병)        | 군사 정부                        |
| 특공대                      | 1942년 5월 5일 디아고 수아레즈 근처에 수륙 양용 상륙. | 제5 코만도                      | 제5 코만도                       |
| 영국 제17 보병 여단 (5사단) | 1942년 5월 5일 2차 디아고 수아레즈 상륙.              | 제2 왕립 스코틀랜드 경보병      | 제2 노샘프턴셔 연대              |
| 영국 제17 보병 여단 (5사단) | 1942년 5월 5일 2차 디아고 수아레즈 상륙.              | 제6 시포스 하이랜더             | 제9 지역 연대 (왕립 포병)        |
| 영국 제13 보병 여단 (5사단) | 1942년 5월 6일 3차 디아고 수아레즈 상륙.              | 제2 케머런                      | 제2 왕립 에니스킬렌 경보병       |
| 영국 제13 보병 여단 (5사단) | 1942년 5월 6일 3차 디아고 수아레즈 상륙.              | 제2 윌트셔 연대                 |                                  |
| 동아프리카 연대 그룹        | 13과 17여단을 대신하여 6월 22일 도착                  |                                 |                                  |
| 남아프리카 제7 기계화 여단  |                                                       |                                 |                                  |
| 로디지아 제27 보병 여단     | 1942년 8월 8일 도착, 1944년 6월 29일 출발             | 제2 북로디지아 연대             | 제3 북로디지아 연대              |
| 로디지아 제27 보병 여단     | 1942년 8월 8일 도착, 1944년 6월 29일 출발             | 제4 북로디지아 연대             | 제55 탕가니카 경포대 (왕립 포병) |
| 로디지아 제27 보병 여단     | 1942년 8월 8일 도착, 1944년 6월 29일 출발             | 제57 동아프리카 포병            |                                  |

#### 공군
| 공군                    |              |                                          |
| HMS 일러스트리어스 탑승 | 제881 비행대 | 12기의 그루먼 마트레트 III               |
| HMS 일러스트리어스 탑승 | 제882 비행대 | 8기의 그루먼 마트레트, 1기의 페어리 풀머 |
| HMS 일러스트리어스 탑승 | 제810 비행대 | 10기의 페어리 소드피시                   |
| HMS 일러스트리어스 탑승 | 제829 비행대 | 10기의 페어리 소드피시                   |
| HMS 인더미테이블 탑승   | 제800 비행대 | 8기의 페어리 풀머                        |
| HMS 인더미테이블 탑승   | 제806 비행대 | 4기의 페어리 풀머                        |
| HMS 인더미테이블 탑승   | 제880 비행대 | 6기의 하와커 함재기                      |
| HMS 인더미테이블 탑승   | 제827 비행대 | 12기의 페어리 알바코어                   |
| HMS 인더미테이블 탑승   | 제831 비행대 | 12 페어리 알바코어                       |

### 비시 프랑스

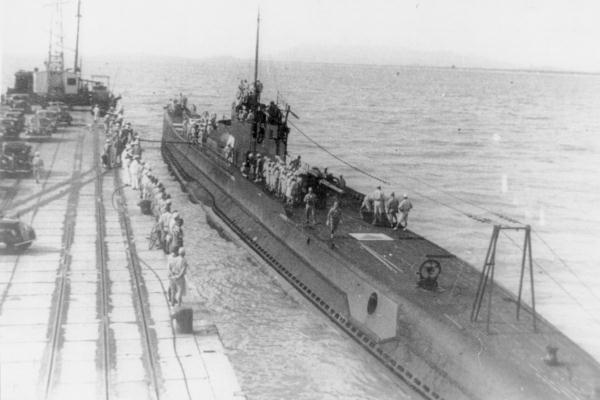
일본 잠수함 I-10의 모습.

| 해군             |              |      |      |      |      |
| 무장 상선 순양함 | 부겐빌 2     | XXXX | XXXX | XXXX | XXXX |
| 슬루프           | 당트르카스토 | XXXX | XXXX | XXXX | XXXX |
| 잠수함           | 브베지에스   | 에호 | 몽주 | xxxx | xxxx |

#### 상륙 병력
다음 전투의 순서는 초기 상륙 후 마다가스카르 섬의 비시 프랑스군을 나타낸다.

##### 서부 해안
- 노시-베에서 재향 및 자원대 2개 소대
- 암바자에서 군인 믹시테 말가체(RMM, 마다가스카르 혼합 연대)의 2개 단체
- 마하장가에서 제1 RMM 대대

##### 동부 해안
- 타마타브에서 제1 RMM 대대
- 타마타브 제1 포병대(65mm)
- 브릭아블에서 제1 RMM 단체

##### 섬의 중앙
- 타나나리브에서 제1 RMM 3개 소대
- 타나나리브에서 1개 기계화 정찰 부대
- 타나나리브에서의 엠아네 기갑부대
- 타나나리브에서 1개 포병대(65mm)
- 타나나리브에서 1개 기술병대
- 메바타나나에서 제1 RMM 부대
- 피아나란트소나에서 BTM 제1개 소대

##### 기타
- 포트도팽에서 BTM 1개 단체
- 툴레어에서 BTM 1개 단체

### 일본

#### 해상 병력
- 잠수함 I-10(정찰기 포함), I-16, I-18(먼바다에서 손상되어 늦게 도착), I-20
- 소형 잠수함 M-16b, M-20b

## 같이 보기
- H 군

## 참고 문헌
- Harrison, E.D.R. "British Subversion in French East Africa, 1941–42: SOE's Todd Mission." English Historical Review, April 1999.
- Churchill, Winston (1950). 《The Hinge of Fate》. Houghton Mifflin Company, Boston. OCLC 396148.
- Turner, Leonard Charles Frederick; Gordon-Cummings, H.R; Betzler, J.E. (1961).  Turner L.C.F., 편집. 《War in the Southern Oceans: 1939-1945》. Oxford University Press, Cape Town. OCLC 42990496.